# 도시의 법칙
《도시의 법칙》은 SBS TV에서 방송됐던 텔레비전 프로그램이며, 2014년 6월 11일부터 2014년 8월 20일까지 방영되었고 해당 프로그램부터 수요일 심야 시간대를 "시즌제 프로그램" 시간제로 선언한 한편 8~12부작의 시즌제 프로그램을 2014년 가을개편 직전까지 편성했으며 《러브 투나잇》이후 해당 프로그램을 통해 SBS의 수요일 심야 시간대 신설 정통 예능 프로그램이 부활되기도 했다.

## 주요 인물

### 출연진
- in 뉴욕 : 김성수, 이천희, 정경호, 백진희, 문, 에일리, 존 박